# Parvaroa
Parvaroa é um gênero de traça pertencente à família Arctiidae.